# العلاقات الروسية السورية

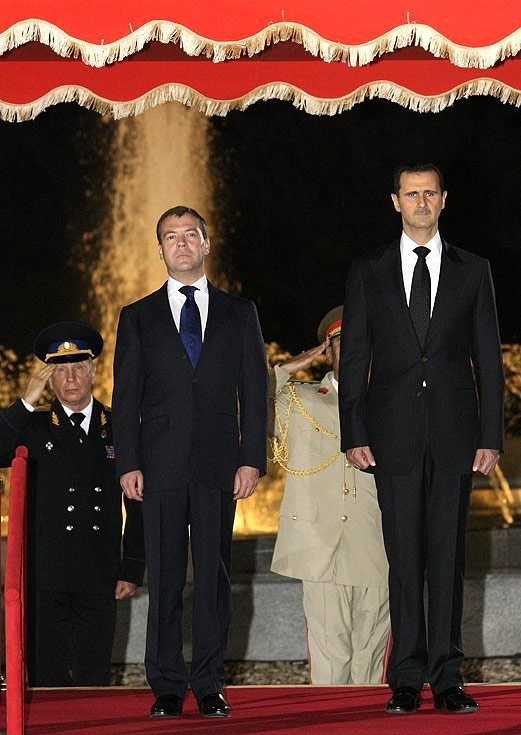
الرئيس السوري السابق بشار الأسد والرئيس الروسي السابق ديمتري ميدفيدف

## لمحة عن العلاقات
كان الاتحاد السوفياتي السابق من أولى الدول التي اعترفت باستقلال سوريا وأقامت علاقات دبلوماسية معها في عام 1944. وتعززت العلاقات السورية الروسية بشكل كبير لترتقي إلى مستوى التحالف الاستراتيجي في وصول الرئيس السوري الراحل حافظ الأسد إلى سدة الحكم في 1970 وإعلانه انطلاق ما عرف بالحركة التصحيحية التي كرست حكمه في استفتاء عام 1971.
بعد طرد السوفيات من مصر اضطر الكرملين للبحث عن بدائل أخرى في الشرق الأوسط، آنذاك كان كل من العراق وسوريا الذين يحكمهما حزب البعث العربي الاشتراكي أفضل تلك البدائل فتدفق السلاح إلى هذين البلدين، وبالإضافة إلى الدعم العسكري قدمت القيادة السوفياتية دعم سياسي مشهود لسوريا في المحافل الدولية وساهم الاتحاد السوفياتي في بناء البنية التحتية للاقتصاد السوري لاسيما في فروعه الإستراتيجية كالطاقة والتعدين والري واعتبر البلدان التعاون بينهما متجاوب مع مصالحهما المشتركة، إلا أن ثمة خلافات كانت قائمة بين الطرفين في بعض المجالات، هذه الخلافات كانت تتعلق بدرجة الدعم الذي يمكن أن يقدمه الاتحاد السوفياتي لسوريا، فالسوريون كانا يطمحون إلى كما ونوع أكبر من الدعم السوفياتي.
كان الاتحاد السوفيتي يقدم لسوريا الدعم السياسي والعسكري في مواجهتها لإسرائيل تحديًا للدعم الكبير التي كانت تتلقاها إسرائيل من الولايات المتحدة الأمريكية وبعض الدول الغربية. وفي عام 1963 اقيم مركز الدعم المادي التقني للاسطول البحري السوفييتي في ميناء طرطوس السوري. وكان الاتحاد السوفييتي يورد إلى سوريا أسلحة وغيرها من السلع بكميات كبيرة مما أدى إلى تراكم المديونية الكبيرة (في عام 1992 كان دين سوريا لروسيا يتجاوز مبلغ 13 مليار دولار). وفي عام 2005 وقعت بين البلدين اتفاقية شطب 73 % من الديون السورية آخذًا بالحسبان ان المبلغ المتبقي وقدره 2.11 مليار دولار سيتم صرفه لتنفيذ العقود الروسية. وتم ابرام هذه الاتفاقية في يونيو / حزيران عام 2008، وتمتد روسيا الاتحادية على 17 مليون كيلومتر مربع في آسيا وأوروبا وتعتبر سورية نافذتها على البحر الأبيض المتوسط.

## العلاقات الثقافية والتعليمية

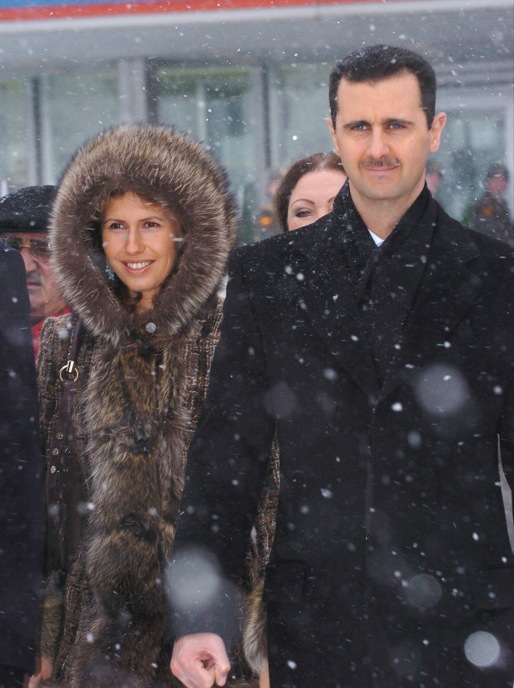
الرئيس السوري السابق بشار الأسد في العاصمة الروسية موسكو مع زوجته أسماء الأسد

تأسست «جمعية العلاقات الثقافية» مع الخارج لعموم الاتحاد السوفيتي التي تعد أصل هذا المركز في عام 1925, وقامت سورية وما تزال بارسال المئات من الطلاب السوريين للدراسة في روسيا في شتى المجالات وعززت الروابط الثقافية عن طريق سفارتي كلا من البلدين وخصوصا القنصليات الروسية والمركز الثقافي الروسي في مدينة دمشق وجمعية الصداقة السورية الروسية،

## العلاقات العسكرية
قدمت روسية منذ أيام الاتحاد السوفياتي الدعم العسكري الكبير لسورية وتوقف الدعم في التسعينيات في عهدي الرئيسين غورباتشوف ويلتسين وعاد الدعم الروسي لسوريا في عهد الرئيس فلاديمير بوتين وكان باعادة افتتاح القاعدة البحرية الروسية في ميناء طرطوس وعقد الصفقات العسكرية مع سوريا منها تقديم خبراء عسكريين وأسلحة وتجديد عتاد القوات المسلحة السورية من أسلحة حديثة.
وبعد سقوط نظام بشار الأسد في ديسمبر 2024، هرب بشار الأسد وعائلته إلى روسيا لكي يمنحوهم لجوءًا سياسيًا. وخلال المحادثات التي جرت في دمشق بين مسؤولين سوريين ووفد روسي في شهر يناير 2025، طلب القائد العام للإدارة الجديدة في سوريا أحمد الشرع تسليم بلاده الأسد ومساعديه وأركان نظامه الموجودين في روسيا.

## العلاقات الاقتصادية
منذ منتصف الستينيات وحتى بداية التسعينيات من القرن الماضي. فقد بلغ عدد المشاريع الكبيرة المنفذة بمساعدة الاتحاد السوفييتي السابق أكثر من ستين مشروعاً، ساعدت على ضمان ركائز إستراتيجية لسورية في الحفاظ على أمنها الاقتصادي. ومن هذه المشاريع سد الفرات الذي حصلت سورية بموجبه على قرض بمبلغ /120/ مليون روبل عام 1966، وهو من أهم المشاريع المائية الكهربائية. كما شهدت الاتفاقيات اللاحقة مشاريع لبناء مصانع مختلفة كمصنع لإنتاج الأنابيب من الحديد والصلب، ومصنع لإنتاج قضبان وصفائح الألمنيوم، ومصانع للنسيج، والسكر، والكونسروة، والإطارات وغيرها.
واستناداً لاتفاقية التعاون الاقتصادي الفني الموقعة في 1972، تعهدت موسكو بتقديم قرض قدره /25/ مليون روبل، لتمويل مشاريع النفط وتسوية قيمة التجهيزات والمواد وقطع التبديل المشتراة من الاتحاد السوفييتي. كما أدى التعاون إلى إنشاء خطوط حديدية يبلغ طولها أكثر من 1500كم، وتجهيز القطر بشبكة من السكك الحديدية، ربطت بين مناطق الإنتاج الزراعي والموانئ في طرطوس واللاذقية، وقامت الحكومة السورية بشراء قاطرات الديزل والعربات الخاصة بنقل المسافرين، وعربات الشحن من موسكو. كما ساهمت مجموعة من الخبراء السوفييت في إقامة مركز لتدريب عمال السكك الحديدية بحيث تتوفر الخدمة الفنية والميكانيكية محلياً. لقد استمر ازدياد وتنامي حجم التبادل التجاري بين البلدين بوتائر عالية، ووصلت قيمة الصادرات السورية إلى روسيا في عام1989 و1990 أكثر من مليار و400 مليون جنيه إسترليني، وكانت السلع السورية من مواد نسيجية (الأقمشة القطنية والحريرية والممزوجة والغزول القطنية والستائر والمناشف والألبسة الداخلية)، ومنتجات مواد التجميل والشامبو والكونسروة بأنواعها، وغيرها من المواد الأولية والمصنعة تغزو الأسواق الروسية وغيرها من دول الرابطة المستقلة، والشرقية.ارتفعت صادرات روسيا الاتحادية إلى سورية من 95 مليون دولار عام 2000 إلى 138 مليون دولار عام 2002. في حين ارتفعت صادرات سورية إلى روسيا الاتحادية من 11 مليون دولار عام 2000 إلى 16 مليون دولار عام 2002. .....وفي عام 2005 تم توقيع اتفاق روسي ـ سوري للتعاون الصناعي والتكنولوجي.في الزيارة التي تمت عام 2005 للرئيس السوري بشار الأسد إلى موسكو تم الإبرام على اتفاقيات ضخمة ومشاريع كبيرة زادة على 100 مشروع تجاري واقتصادي وتم بموجب هذه الزيارة شطب 73 % أي 9.8 مليار دولار من صافي ديون سوريا لموسكو، البالغة 13.4 مليار دولار.